# Kroatië op de Olympische Winterspelen 1992
Tijdens de Olympische Winterspelen van 1992, die in Albertville (Frankrijk) werden gehouden, nam Kroatië voor de eerste keer deel.

## Deelnemers en resultaten

### Alpineskiën
| Olympiër      | Discipline       | Resultaat | Prestatie                    |
| ------------- | ---------------- | --------- | ---------------------------- |
| Vedran Pavlek | super g (m)      | dnf       | opgave                       |
| Vedran Pavlek | reuzenslalom (m) | dnf-1     | opgave run 1                 |
| Vedran Pavlek | slalom (m)       | 36e       | 1.57,28 (+12,89) 58,75+58,53 |

### Kunstrijden
| Olympiër           | Discipline | Resultaat | Prestatie           |
| ------------------ | ---------- | --------- | ------------------- |
| Tomislav Čižmešija | mannen     | 29e       | dnq (korte kür: 29) |
| Željka Čižmešija   | vrouwen    | 25e       | dnq (korte kür: 25) |

### Langlaufen
| Olympiër       | Discipline                    | Resultaat | Prestatie                              |
| -------------- | ----------------------------- | --------- | -------------------------------------- |
| Siniša Vukonić | 10 km klassiek (m)            | 75e       | 34.01,1 (+6.25,1)                      |
| Siniša Vukonić | 50 km vrije stijl (m)         | 60e       | 2:28.19,4 (+24.37,9)                   |
| Siniša Vukonić | achtervolging 10 km+15 km (m) | 69e       | +10.43,6 (10 km:34.01 + 15 km:42.20,5) |

Algerije · Amerikaanse Maagdeneilanden · Andorra · Argentinië · Australië · België · Bermuda · Bolivia · Brazilië · Bulgarije · Canada · Chili · China · Chinees Taipei · Costa Rica · Cyprus · Denemarken · Duitsland · Estland · Filipijnen · Finland · Frankrijk · Gezamenlijk team · Griekenland · Groot-Brittannië · Honduras · Hongarije · Ierland · IJsland · India · Italië · Jamaica · Japan · Joegoslavië · Kroatië · Letland · Libanon · Liechtenstein · Litouwen · Luxemburg · Marokko · Mexico · Monaco · Mongolië · Nederland · Nederlandse Antillen · Nieuw-Zeeland · Noord-Korea · Noorwegen · Oostenrijk · Polen · Puerto Rico · Roemenië · San Marino · Senegal · Slovenië · Spanje · Swaziland · Tsjecho-Slowakije · Turkije · Verenigde Staten · Zuid-Korea · Zweden · Zwitserland